# Ligne 134 (Infrabel)
Pour les articles homonymes, voir Ligne 134.
La courte ligne 134 Mariembourg - Couvin est une ligne ferroviaire belge qui fut inaugurée par la Société du chemin de fer de l'Entre-Sambre-et-Meuse en 1854.
Elle est parcourue par les autorails de la série 41 de la SNCB (relation Charleroi - Couvin).

## Histoire
- En 1854, la ligne est ouverte simultanément avec la ligne 132.
- Le centenaire de la ligne verra la fermeture de la desserte voyageur.
- La voie n'est pas déferrée car il subsiste des raccordés en service marchandises.
- En 1984, les trains - qui faisaient terminus à Mariembourg sont à nouveau prolongés jusqu'à Couvin.

## Exploitation
La ligne est desservie en traction diesel.
Jusqu'en 2002, une relation omnibus a fréquence bihoraire était assurée par des rames réversibles (locomotive série 62 et voitures M2).

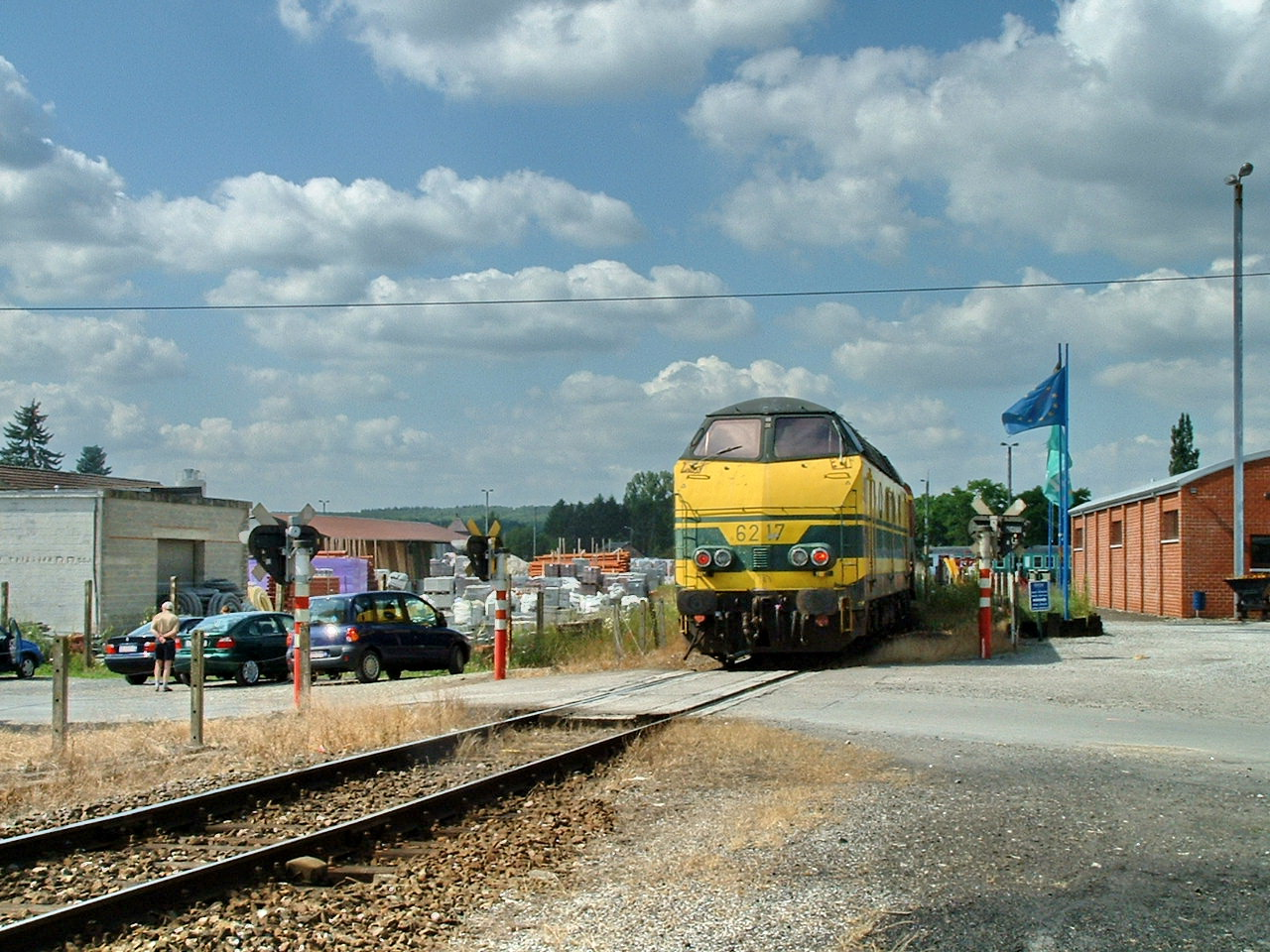
La locomotive 6217 pousse une rame de voiture M2 à l'entrée de la gare de Mariembourg.

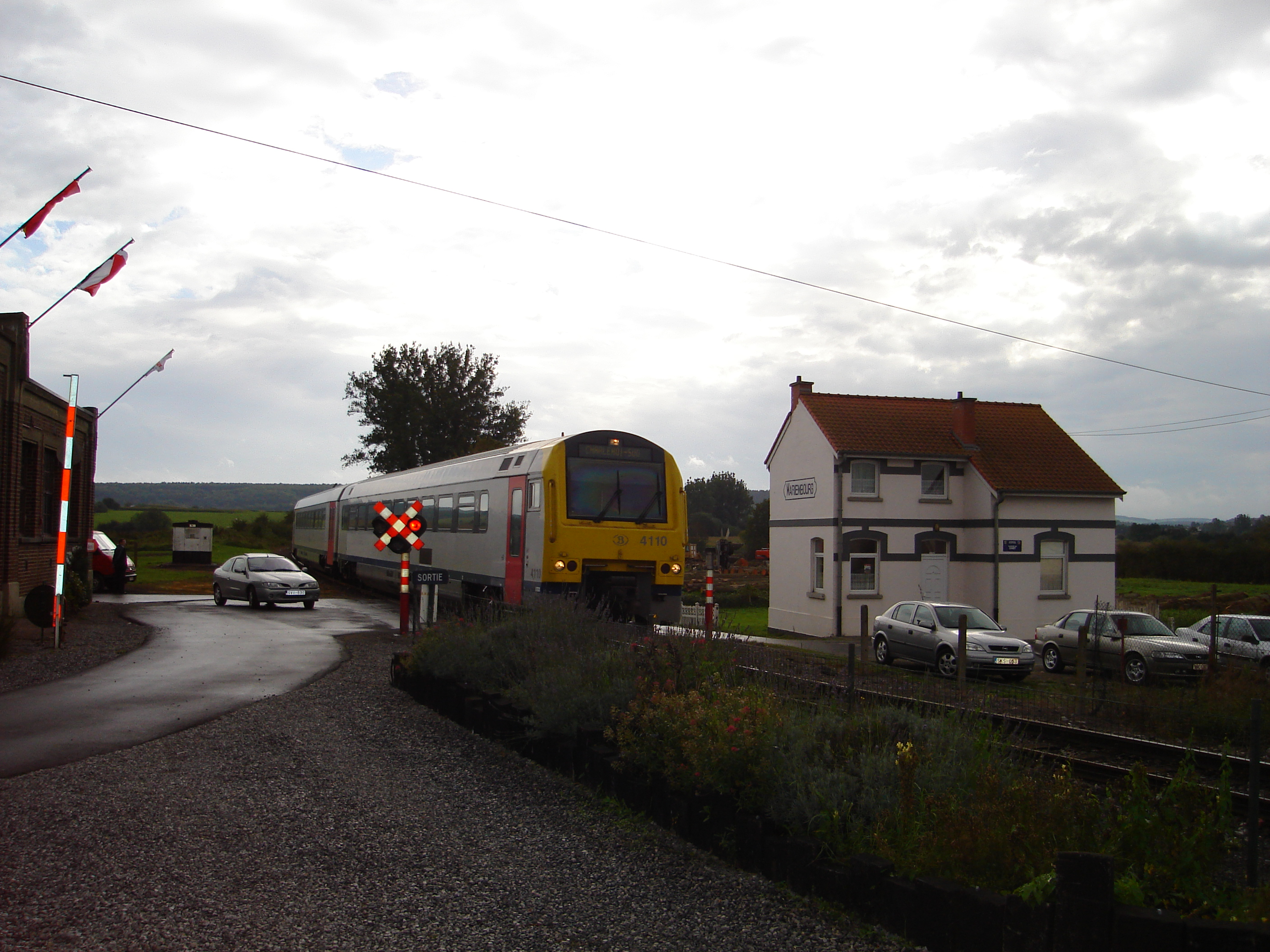
Autorail AR41 à une passage au niveau près de Mariembourg

En 2002, les lignes 132 et 134 font l'objet d'un projet "qualité totale" dont découlera une nouvelle desserte. Celle-ci est composée d'une part d'un train "IR" Charleroi - Couvin marquant un nombre limité d'arrêts, et assurant jusqu'à 16 aller-retour par jour, et d'autre part une relation omnibus "L" desservant toutes les gares jusqu'à 8 fois par jour. L'ensemble est assuré par des autorails de la série 41. Cette desserte atypique en fait l'une des rares lignes de la SNCB qui ne soit pas, à proprement parler, cadencée.